# Skapce
Skapce (deutsch Kapsch) ist eine Gemeinde mit 120 Einwohnern (Stand: 1. Januar 2023)  in Tschechien. Sie liegt elf km südlich von Stříbro in einer Höhe von 496 m ü. M. und gehört dem Okres Tachov an.

## Geschichte
Die erste Erwähnung des Ortes stammt aus dem Jahre 1115. Bis zum Jahre 1848 war es Teil des Kladrauer Klosterbesitzes. Die Dreifaltigkeitskirche in Kapsch war Pfarrkirche für die umliegenden Dörfer. 1939 lebten in Kapsch einschließlich des Ortsteiles Salesl 364 Menschen.
Zum 1. Januar 1980 wurde Skapce nach Kladruby u Stříbra eingemeindet. Seit 24. November 1990 ist es wieder eine eigenständige Gemeinde.

## Gemeindegliederung
Die Gemeinde Skapce besteht aus den Ortsteilen Krtín (Guratin), Skapce und Zálezly (Salesl).
Das Gemeindegebiet gliedert sich in die Katastralbezirke Krtín und Skapce.